# Intersubjektivitet
Intersubjektivitet avser en subjektiv uppfattning som delas av medlemmarna i en större eller mindre grupp, till exempel på samhällsnivå eller inom mindre grupper i samhället. Dessa har då vad man ofta kallar en intersubjektiv förståelse av ett visst fenomen eller begrepp. 
En intersubjektiv förståelse kan till exempel vara att om någon från västvärlden kommer in i ett kök, vet han eller hon var man oftast kan förvänta sig att hitta en sophink. Det finns därmed en intersubjektiv förståelse kring placeringen av detta föremål. 
Intersubjektivitet betyder inom vetenskapsteorin att till exempel en hypotes eller ett resonemang i princip bedöms lika oavsett vem som undersöker dess riktighet. Intersubjektivitet anses ofta vara grundläggande för vetenskapligt arbete.
Inom psykoanalysen används begreppet med betydelsen "förmågan att erkänna den andre som ett oberoende subjekt", alltså någon annan än jag.

## Intersubjektiva verkligheter
En intersubjektiv verklighet är en subjektiv föreställning som delas av ett kollektiv av personer. De har precis som rent subjektiva verkligheter sin grund i individuella erfarenheter och känslor (till exempel att en sedelbunt är värdefull). Till skillnad från en rent subjektiv verklighet är den dock helt beroende av interaktion mellan människor, och den förutsätter att en viss föreställning delas av många. Exempel på intersubjektiva verkligheter är religion, ideologi och mänskliga rättigheter. Den största och mest inflytelserika intersubjektiva föreställningen är den om pengars värde.